# Единственный вступительный экзамен
Единый вступительный экзамен, ЕВЭ (укр. Єдиний вступний іспит, ЄВІ) — форма вступительного испытания в Украине для поступления на все специальности на основе полученной первой ступени высшего образования – бакалавра для поступления на магистратуру или на основе второй ступени высшего образования – магистра для поступления на аспирантуру.
ЕВЭ состоит из двух блоков: тест общей учебной компетентности (ТОУК; укр. Тест загальної навчальної компетентності, ТЗНК) и иностранный язык, а именно английский, немецкий, французский, испанский по выбору поступающего.
До 2022 года ЕВЭ проходило с использованием организационно-технологических процессов осуществления внешнего независимого оценивания (ВНО). С 2023 года ЕВЭ, как НМТ и ЕПВИ, происходит в форме компьютерных онлайн-тестов, которые можно будет пройти только в специальных временных экзаменационных центрах (ВЭЦ).

## История

### 2016
Впервые вступительные экзамены для получения степени магистра по специальности «Право» с использованием организационно-технологических процессов осуществления внешнего независимого оценивания участники проходили в 2016 году. Тогда экзамены прошли только в пяти городах Украины – Киеве, Львове, Одессе, Полтаве и Черновцах. Девять приобщившихся к эксперименту университетов страны принимали в магистратуру выпускников-бакалавров на основании результатов единого экзамена, формат проведения которого был максимально приближен к независимой оценке выпускников заведений общего среднего образования.

### 2018
В 2018 году был значительно расширен перечень специальностей, вступление на которые проходило на основе вступительных экзаменов с применением процессов ВНО, также изменена специфика тестирования. Следовательно, поступающие на обучение для получения степени магистра по специальностям 081 «Право» и 293 «Международное право» проходили единое профессиональное вступительное испытание и сдавали единый вступительный экзамен (ЕПВИ и ЕВЭ).
Поступающие в магистратуру по специальностям отраслей знаний «Гуманитарные науки» (кроме специальности «Филология»), «Социальные и поведенческие науки», «Журналистика», «Право», «Сфера обслуживания», «Международные отношения» сдавали единый вступительный экзамен.

### 2019
В 2019 году все, кто поступал на обучение для получения степени магистра по специальностям 081 «Право» и 293 «Международное право», составляли ЕПВИ и ЕВЭ.
Для поступления для получения степени магистра по специальностям 027 «Музееведение, памятниковедение», 028 «Менеджмент социокультурной деятельности», 029 «Информационное, библиотечное и архивное дело» отрасли знаний 02 «Культура и искусство», специальностям отраслей знаний 03 (кроме специальности 035 «Филология»), 04 «Богословие», 05 «Социальные и поведенческие науки», 06 «Журналистика», 07 «Управление и администрирование», 12 «Информационные технологии», 24 «Сфера обслуживания», 28 «Публичное управление и администрирование», 29 «Международные отношения» (кроме специальности 293 «Международное право») участники сдавали единый вступительный экзамен по иностранному языку.
В ЕВЭ добавили испанский язык.

### 2020
Единственный вступительный экзамен по иностранному языку в магистратуру стал обязательным для поступления на все специальности по программам магистратуры.
Соответствующая норма предусмотрена Условиями приема на обучение для получения высшего образования в 2021 году, утвержденными Министерством образования.
Кроме того, для придания большего веса профессиональному вступительному испытанию введены весовые коэффициенты. Теперь заведение высшего образования сможет увеличить вес балла за профессиональное испытание, оставив на экзамен по иностранному языку не менее 25%.
В 2020 году поступающие в магистратуру смогли использовать результаты ЕВЭ 2020-2021 годов, а результаты единого профессионального вступительного испытания – только в 2021 году.

### 2021
Основная сессия единого вступительного экзамена по иностранным языкам проводилась 30 июня 2021 года. Дополнительная сессия единого вступительного экзамена проводилась после основной сессии – 13 июля. С 27 июля по 5 августа продолжалась регистрация для прохождения специально (третьей) организованной сессии ЕВИ, которая состоялась за счет средств физических лиц – 11 сентября.

### 2022
В 2022 году ЕВЭ, как и ВНО, ГИА и ЕПВИ, были отменены из-за полномасштабного вторжения России на Украину. 24 марта 2022 года Верховная Рада Украины приняла законопроект №7132, позволяющий однократное изменение алгоритмов поступления в заведения высшего образования и составления контроля качества образования. 1 мая 2022 года Закон Украины от «О внесении изменений в некоторые законодательные акты Украины в сфере образования» вступил в силу.
Для получения степени магистра на основе степени бакалавра в 2022 году предполагалось проведение упрощенного аналога ЕВЭ – магистерского теста учебной компетентности (МТУК), который проводили подобно национальному мультипредметному тесту (НМТ).

### 2023
В 2023 году было проведено ЕВЭ, однако, как и НМТ, оно состоялось в форме компьютерных онлайн-тестов, которые можно будет пройти только в специальных временных экзаменационных центрах (ВЭЦ), созданных в населенных пунктах Украины (по согласованию с органами государственной власти), а также за границей. Основная сессия ЕВЭ в соответствии с календарным планом УЦОКО на 2023 год проходила с 23 июня по 21 июля, а дополнительная сессия с 3 августа по 16 августа.
В 2023 году для поступления на магистратуру ЕВЭ содержало уже 2 блока:
- Иностранный язык (английский, немецкий, французский или испанский по выбору поступающего) – предполагало 30 задач, на которые было выделено 60 минут.[12] Часть чтения – это первые четыре задания. Здесь предполагается выполнение следующих видов тестирований:
  - установление соответствия между отрывками текста и заголовками;
  - прочтение текста и выполнение заданий к нему (тесты с избранием одного правильного ответа);
  - заполнение пробелов в тексте предложением. Часть использования языка – это два последних теста:
  - первый – задача на проверку лексики с выбором одного правильного слова;
  - второй – это проверка грамматики.
- Тест по общим учебным компетентностям (ТОУК) – предполагало 33 задания, на которые было выделено 75 минут и которые должны были проверить такие навыки как:
  - критическое чтение и мышление
  - аналитическое письмо
  - коммуникативные навыки
  - логическое мышление
  - аналитическое мышление

### 2024
В 2024 году основная сессия ЕВЭ согласно календарному плану УЦОКО будет проходить с 24 июня по 15 июля, а дополнительная сессия с 31 июля по 14 августа.
В 2024 году для выполнения блока с иностранным языком рекомендовано 45 минут. Распределять время на выполнение ЕВЭ можно самостоятельно, то есть в течение 120 минут можно выполнять задачи по своему усмотрению, а не в порядке очередности.